# Jennifer Colón
Jennifer Colón Alvarado (sinh ngày 21 tháng 12 năm 1987 tại Hartford, Connecticut), còn được gọi là Jenny Allende, là một ca sĩ giọng nữ cao người Puerto Rico, người dẫn chương trình truyền hình và người mẫu người Puerto Rico đã đăng quang Hoa hậu Hoàn vũ Puerto Rico 2024. Cô sẽ đại diện cho Puerto Rico tại cuộc thi Hoa hậu Hoàn vũ 2024 được tổ chức tại Mexico.
Colón trước đó đã có một số danh hiệu như Á hậu 2 Hoa hậu Thiếu niên Puerto Rico và Á hậu 1 Hoa hậu Hoàn vũ Puerto Rico 2009. Năm 2009, cô đã giành chiến thắng tại Hoa hậu Thế giới Puerto Rico 2009 và đại diện cho Puerto Rico tại Hoa hậu Thế giới 2009.

## Đầu đời
Colón rất sáng tạo khi còn nhỏ và có hứng thú sớm với âm nhạc, khoa học và nghệ thuật. Ông nội của cô, Eliseo Alvarado, là một nhạc sĩ nổi tiếng ở Orocovis, Puerto Rico. Khi cô 4 tuổi, anh trai cô sinh ra với một căn bệnh hiếm gặp gọi là tăng glucose máu không tăng huyết áp. Điều này và trận lụt của gia đình họ ở San Juan đã khiến cha mẹ cô chuyển đến sống cùng ông bà ở Orocovis Puerto Rico trong vài tháng. Tiếng đàn cuatro (một nhạc cụ từ Puerto Rico) của ông nội Colón đã để lại dấu ấn trong lòng cô và tạo ra niềm đam mê với âm nhạc và giai điệu.
Năm 2005, cô tốt nghiệp danh dự từ trường trung học Colegio Bautista ở Levittown, Puerto Rico và học ngành hóa học trong ba năm (2005 Nott2008) tại Đại học Interamericana de Puerto Rico ở Cupey.
Năm 2008, cô đổi chuyên ngành kiến trúc, học tại Đại học Bách khoa PR, nhưng chỉ học trong một năm.
Là một người mẫu, Colón xuất hiện trong nhiều bài xã luận và các buổi trình diễn thời trang ở Puerto Rico và là một trong những người mẫu được tìm kiếm nhiều nhất trên đảo.

## Tham gia cuộc thi

### Hoa hậu tuổi teen Puerto Rico 2006
Năm 16 tuổi, Colón tham gia Miss Teen của PR 2006 cùng với Natalia Rivera Piñero, nơi cô xếp vị trí á quân.

### Hoa hậu Hoàn vũ Puerto Rico 2009
Vào ngày 22 tháng 10 năm 2008, Colón đã tham dự cuộc thi Hoa hậu Hoàn vũ Puerto Rico 2009 đại diện cho thành phố San Juan. Cô được coi là một ứng cử viên sáng giá và được nhiều người dự đoán sẽ giành chiến thắng trong cuộc thi. Tuy nhiên, cô đã xếp vị trí á quân sau Mayra Matos của Cabo Rojo. Cô cũng đã giành được giải thưởng cho "Tóc đẹp nhất".

### Hoa hậu Thế giới Puerto Rico 2009
Đầu năm 2009, Colón quyết định đại diện cho quê hương Bayamón của mình tham gia cuộc thi Hoa hậu Thế giới Puerto Rico 2009, được tổ chức vào ngày 23 tháng 7 năm 2009  tại Puerto Rico.
Trước cuộc thi cuối cùng, Colón đã giành chiến thắng trong sự kiện theo dõi nhanh Top Model vào ngày 9 tháng 7, tự động đảm bảo cho cô một vị trí vào bán kết. Ivonne Orsini, người đã giành danh hiệu Hoa hậu Thế giới Puerto Rico 2008, cuối cùng sẽ trao vương miện cho Colón là Hoa hậu Thế giới Puerto Rico 2009.

### Hoa hậu Thế giới 2009
Colón đại diện cho Puerto Rico tại cuộc thi Hoa hậu Thế giới 2009, được tổ chức tại Johannesburg, Nam Phi vào ngày 12 tháng 12 năm 2009, nơi cô là một trong những thí sinh bán kết trong các sự kiện nhanh chóng của Miss World Sports và Miss World Beach Beauty nhưng không tiến vào vòng bán kết trong cuộc thi cuối cùng.  

## Cuộc sống cá nhân
Thông qua những người tổ chức cuộc thi Hoa hậu Thế giới Puerto Rico, cô đã gặp Elan Allende, con trai của Fernando Allende. Vào ngày 21 tháng 9 năm 2010, Colón và Allende đã bí mật kết hôn ở Puerto Rico chỉ có người thân có mặt. Maria Valentina, con gái của cặp vợ chồng chào đời vào ngày 21 tháng 6 năm 2011. Vào ngày 20 tháng 4 năm 2012, cặp vợ chồng chào đón đứa con thứ hai, con trai Fernando Jose. Họ cùng nhau tạo thành bộ đôi nhạc pop Latin có tên là Shambayah. Bây giờ cả Elan và Jenny đều là thành viên của chương trình truyền hình thực tế đình đám trên Bravo TV có tên Mexico Dynasties.